# アッシュプロダクション
アッシュプロダクション株式会社は、埼玉県さいたま市に本社を置く芸能事務所である。

## 概要
タレント、モデル、アーティストが所属。
イベント企画制作　タレントマネージメント　CD流通販売　等

## 主な所属タレント
- 浅見ユウコ
- 野中美智子
- 大黒美和子
- Reina＋World (Reina)
- 永田祥子